# Maysa Matarazzo
Maysa Figueira Monjardim, hay còn được biết đến với nghệ danh là Maysa Matarazzo (sinh ngày 6 tháng 6 năm 1936 – mất ngày 22 tháng 1 năm 1977), là nữ ca sĩ, nhà soạn nhạc và diễn viên người Brasil.

## Tiểu sử

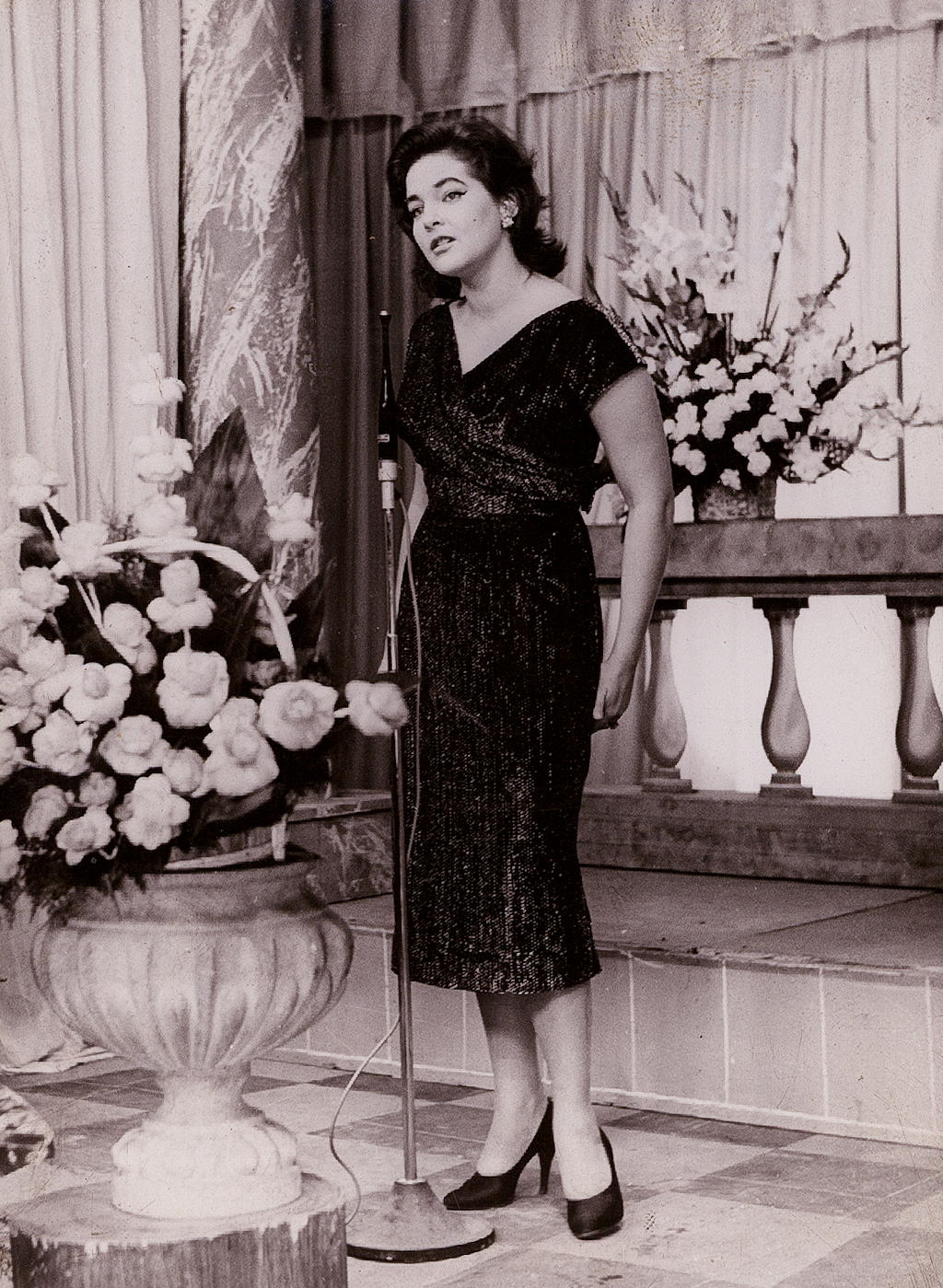
Maysa, 1956.

Maysa bộc lộ năng khiếu âm nhạc từ khi bà còn nhỏ. Năm 12 tuổi, bà đã tự sáng tác một bài hát theo thể loại nhạc samba. Bài hát được đưa vào album phòng thu đầu tay của bà và sau này nó đã trở nên nổi tiếng. Bà kết hôn với André Matarazzo Filho, con trai của một gia đình giàu có ở São Paulo, vào năm 1954, khi đó bà 18 tuổi. Hai năm sau, vào năm 1956, bà sinh được một người con trai, đặt tên là Jayme, sau này trở thành một đạo diễn truyền hình. Vào khoảng cuối những năm 1950, Maysa thành lập một ban nhạc bossa nova.
Bà cũng từng tổ chức các chuyến lưu diễn tại thành phố Buenos Aires, Argentina. Với sự thành công của tour diễn, bà tiếp tục sang Chile và Uruguay để trình diễn. Trong khoảng thời gian này, bà ngoại tình với đạo diễn âm nhạc Ronaldo Bôscoli, một nhà báo lúc đó đang hẹn hò với nữ ca sĩ Nara Leão. Sự việc này dẫn đến cuộc chia tay giữa Nara và Ronaldo. Maysa chịu những chỉ trích của công chúng, sự nghiệp của bà cũng bị ảnh hưởng. Không lâu sau đó, bà kết hôn với nhạc sĩ người Tây Ban Nha, Miguel Anzana. Sau khi cưới, bà chuyển đến Tây Ban Nha để biểu diễn âm nhạc, bà cũng thực hiện các tour diễn tại Bồ Đào Nha, Ý và Pháp.
Vào tháng 1 năm 2009, 32 năm sau ngày mất của nữ danh ca, một sê-ri truyền hình ngắn kể về cuộc đời bà được trình chiếu trên ti vi. Hai cuốn sách về sự nghiệp nghệ thuật của bà cũng đã được ra mắt độc giả.

## Danh sách đĩa
| - Convite para ouvir Maysa (1956) - Maysa (1957) - Convite para ouvir Maysa n. 2 (1958) - Convite para ouvir Maysa n. 3 (1958) - Convite para ouvir Maysa n. 4 (1959) - Maysa É Maysa... É Maysa... É Maysa (1959) - Voltei (1960) - Maysa Canta Sucessos (1960) - Maysa, Amor... E Maysa (1961) - Barquinho (1961) - Maysa Sings Songs Before Dawn (1961) - Canção do Amor Mais Triste (1962) - Maysa (1964) - Maysa (1966) - Maysa (1969) - Ando Só Numa Multidão de Amores (1970) - Maysa (1974) | - Os Grandes Sucessos de Maysa (1959) - A Música de Maysa (1960) - Ternura… é Maysa (1965) - Dois na Fossa- Maysa & Tito Madi (1975) - Para sempre Maysa (1977) - Bom é Querer Bem (1978) - Serie Retrospecto vol. 3 (1979) - Convite para ouvir Maysa (1988) - Maysa por ela mesma (1991) - Canecão apresenta Maysa (1992) - Tom Jobim por Maysa - Viva Maysa (1993) - Maysa (1996) - Tom Jobim por Maysa (1997) - Bossa Nova por Maysa (1997) - Barquinho (2000) - Simplesmente Maysa (2000) - Quatro em Um - Volume 13 (2001) - Retratos - Maysa (2004) - Novo Millennium (2005) |